# Hunter Woodhall
Hunter Woodhall (Cartersville, 17 febbraio 1999) è un atleta paralimpico statunitense, specializzato nella velocità. Ha vinto una medaglia di bronzo nei 400 m T62 maschili alle Paralimpiadi estive 2020, e due medaglie, una di bronzo e una d'argento alle Paralimpiadi di Rio de Janeiro, gareggiando per la categoria. Il 16 ottobre 2022, Woodhall ha sposato la sua fidanzata di lunga data, l'olimpionica Tara Davis-Woodhall.
Ha fatto il suo debutto internazionale nel 2015 con una medaglia d'argento e di bronzo ai Campionati mondiali di atletica leggera IPC 2015. Dopo essersi diplomato alla Syracuse High School, è diventato il primo doppio amputato a guadagnare una borsa di studio NCAA Division I.

## Primi anni di vita
Woodhall è nato in Georgia mentre suo padre prestava servizio militare. I genitori di Woodhall hanno deciso di amputargli entrambe le gambe a 11 mesi a causa di una malattia congenita, l'emimelia fibulare . Cresciuto a Syracuse, nello Utah, ha studiato a casa fino alla quinta elementare e quando è entrato nella scuola pubblica è stato vittima di bullismo per la sua disabilità. Si innamora dell'atletica dopo aver fatto una corsa di 5 km con la sua famiglia. Sebbene inizialmente gli fossero state fornite delle protesi alle gambe, Woodhall passò alle "lame" in fibra di carbonio per correre e si unì a una squadra di atletica.

## Carriera
Mentre frequentava la Syracuse High School, Woodhall ha gareggiato con la squadra paralimpica americana in competizioni internazionali. Ha fatto il suo debutto internazionale nel 2015 con due medaglie (un argento e un bronzo) ai Campionati mondiali IPC.
Durante il suo ultimo anno da liceale si è classificato 20° negli Stati Uniti sui 400 metri con un tempo di 47"32. Ha gareggiato alle Paralimpiadi estive 2016, dove ha vinto una medaglia di bronzo nei 400 metri maschili e una medaglia d'argento nei 200 metri maschili, competendo nella categoria T44. In suo onore, il sindaco di Syracuse City, Terry Palmer, ha definito il 15 settembre "Hunter Woodhall Day". Dopo il diploma, Woodhall è diventato il primo atleta di atletica leggera con doppia amputazione a guadagnare una borsa di studio atletica di divisione I, che ha accettato presso l'Università dell'Arkansas.
Nel suo anno da matricola all'Università dell'Arkansas, Hunter Woodhall ha gareggiato nella divisione SEC insieme a corridori normodotati. I suoi tempi gli sono valsi una medaglia di bronzo nella 4x400 ai Campionati Outdoor SEC. Alla fine della stagione è stato nominato come NCAA Game Changer of the Year e First-Team All-America nella staffetta 4x400 e nella staffetta a distanza mista.
Alle Paralimpiadi di Tokyo del 2021 sale sul terzo gradino del podio nei 400 metri piani, mentre tre anni dopo, a Parigi, vince la sua prima medaglia d'oro a livello paralimpico nella medesima specialità.

## Palmarès
| Anno | Manifestazione | Sede           | Evento             | Risultato | Prestazione | Note                          |
| ---- | -------------- | -------------- | ------------------ | --------- | ----------- | ----------------------------- |
| 2015 | Mondiali       | Doha           | 200 m piani        | Bronzo    | 22"09       | Miglior prestazione personale |
| 2015 | Mondiali       | Doha           | 400 m piani        | Argento   | 49"05       | Miglior prestazione personale |
| 2016 | Paralimpiadi   | Rio de Janeiro | 200 m piani        | Argento   | 21"12       |                               |
| 2016 | Paralimpiadi   | Rio de Janeiro | 400 m piani        | Bronzo    | 46"70       |                               |
| 2017 | Mondiali       | Londra         | 200 m piani        | Argento   | 21"72       |                               |
| 2017 | Mondiali       | Londra         | 400 m piani        | Argento   | 47"23       |                               |
| 2021 | Paralimpiadi   | Tokyo          | 400 m piani        | Bronzo    | 48"61       |                               |
| 2023 | Mondiali       | Parigi         | 400 m piani        | Finale    | (DNS)       | [ 13 ]                        |
| 2024 | Mondiali       | Kōbe           | 100 m piani        | Argento   | 11"13       |                               |
| 2024 | Mondiali       | Kōbe           | 400 m piani        | Argento   | 48"13       |                               |
| 2024 | Paralimpiadi   | Parigi         | 100 m piani        | 6º        | 10"96       |                               |
| 2024 | Paralimpiadi   | Parigi         | 400 m piani        | Oro       | 46"36       |                               |
| 2024 | Paralimpiadi   | Parigi         | 4x100 m universale | Bronzo    | 47"32       |                               |